# 加伊-羅茲托齊基

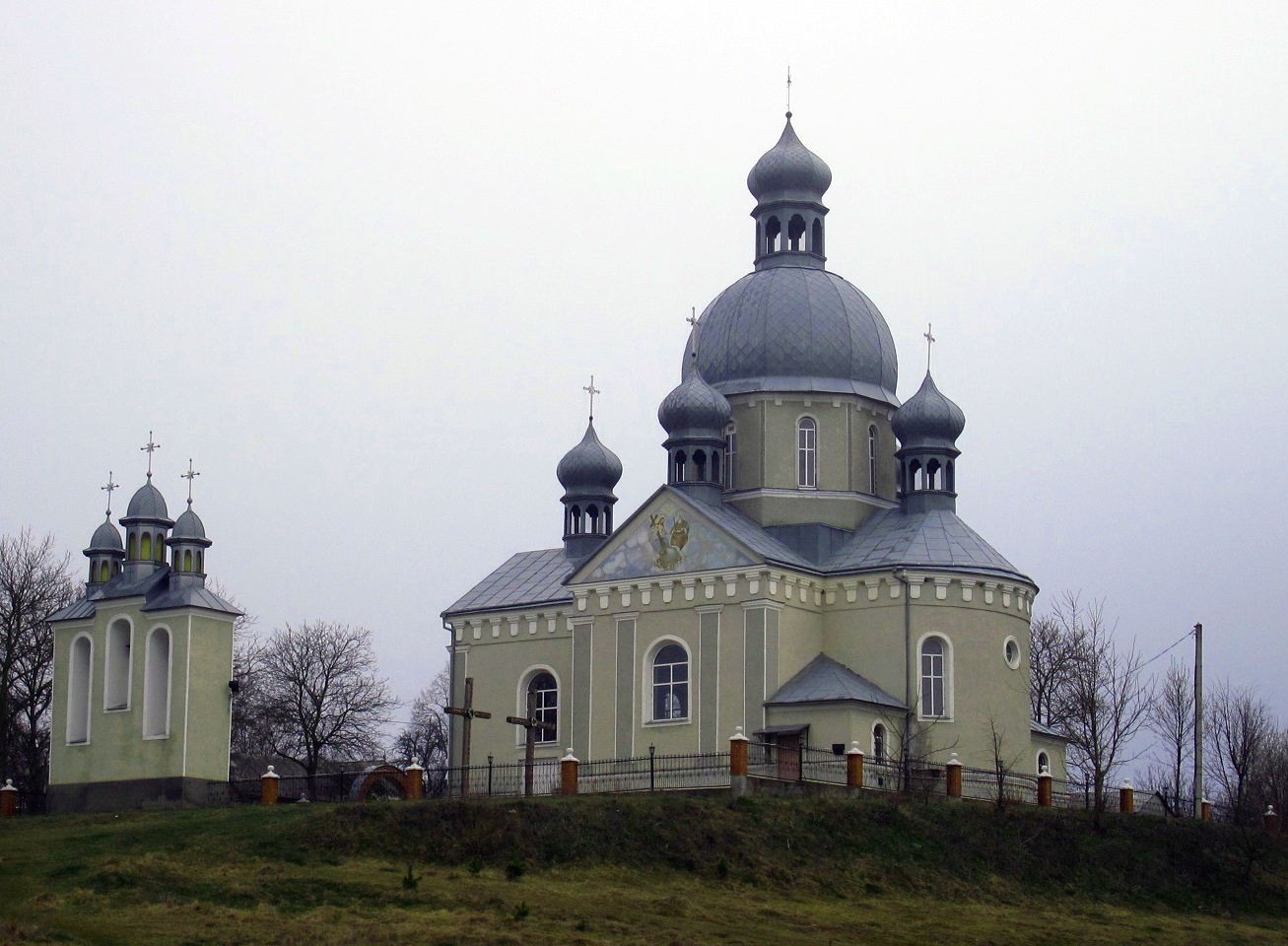

49°49′14″N 25°24′35″E / 49.82056°N 25.40972°E
哈伊-羅茲托齊基（烏克蘭語：Гаї́-Розто́цькі）是位於烏克蘭西部特諾皮爾州裏特諾皮爾區的村莊，始建於1785年，面積15.1平方公里，2001年人口1,050，人口密度每平方公里69.5人。